# Sinn
Sinn est une municipalité allemande située dans l'arrondissement de Lahn-Dill et dans le land de la Hesse. Elle se trouve à 3 km au sud de Herborn.

## Personnalités liées
- Otto Rudolf Haas (1878-1956), industriel allemand y est décédé.